# Бразилиано Майя, Артур
Арту́р Бразилиа́но Ма́йя, более известный как просто Артур Майя (порт.-браз. Arthur Brasiliano Maia; 13 октября 1992, Масейо, штат Алагоас — 28 ноября 2016, Серро-Гордо, Ла-Уньон, Антьокия, Колумбия) — бразильский футболист, выступавший на позиции полузащитника. Погиб в авиакатастрофе BAe 146 под Медельином.

## Биография
Артур Майя родился в столице штата Алагоас Масейо в 1992 году. В 11 лет попал в академию клуба «Витория» из Салвадора, и прошёл через все юношеские и молодёжные команды «красно-чёрных». Дебютировал в основе «Витории» в 2010 году в дальнейшем его контракт всегда принадлежал родному клубу. Несмотря на это, Артур с 2013 года в основном играл за другие команды на правах аренды — «Жоинвиль», «Америку» (Натал), «Фламенго». В 2015 году отдавался в аренду в клуб японской Джей-лиги «Кавасаки Фронтале».
В 2016 году во второй раз вернулся в «Виторию», с которой во второй раз в карьере стал чемпионом штата Баия (первый титул Артур завоевал в год своего дебюта на профессиональном уровне). 14 мая полузащитник вновь был отдан в аренду — на этот раз в клуб Серии A «Шапекоэнсе». В новой команде Артур Майя стал игроком основы и успешно провёл сезон — команда с относительно скромным бюджетом уверенно шла в середине турнирной таблицы чемпионата Бразилии, а на международной арене добилась своего наивысшего достижения в истории, выйдя в финал Южноамериканского кубка.
28 ноября 2016 года Артур Майя погиб в авиакатастрофе под Медельином вместе с практически всем составом клуба и тренерским штабом клуба в полном составе, который летел на первый финальный матч ЮАК-2016 с «Атлетико Насьоналем».

## Титулы и достижения
- Чемпион штата Баия (2): 2010, 2016
- Чемпион штата Риу-Гранди-ду-Норти (1): 2014
- Победитель турнира Супер Класикос (1): 2015
- Обладатель Южноамериканского кубка (1): 2016 (посмертно, по просьбе соперников[3])
- Лучший футболист молодёжного Кубка Бразилии (1): 2012